# Jászladány
Jászladány nagyközség Jász-Nagykun-Szolnok vármegyében, a Jászapáti járásban.

## Fekvése
A megye északi szélén, a Jászság délkeleti részén fekszik. A közvetlenül szomszédos települések: észak felől Jászkisér, kelet felől Tiszasüly, délkelet felől Besenyszög, dél felől Szászberek, nyugat felől pedig Jászalsószentgyörgy. A térség fontosabb települései közül Jánoshida 9, Jászapáti 20, Szolnok pedig 24 kilométer távolságra található.

### Megközelítése
Közúton négy irányból közelíthető meg: Újszász és Jászapáti felől a 3227-es, Jászalsószentgyörgy és Tiszasüly felől pedig a 3226-os úton.
Az ország távolabbi részei felől a legegyszerűbben a 32-es főútról érhető el (Hatvan vagy Szolnok irányából, Jászalsószentgyörgynél vagy Újszász keleti szélénél letérve, vagy pedig a 31-es főútról (Budapest vagy Füzesabony irányából, jászapáti letéréssel.
A közúti tömegközlekedés autóbuszos szolgáltatója a Volánbusz.
A hazai vasútvonalak közül a MÁV 86-os számú Vámosgyörk–Újszász-vasútvonala érinti, melynek egy megállási pontja van itt. Jászladány vasútállomás a belterület északi széle közelében helyezkedik el, közúti elérését a 3226-os útból kiágazó 32 326-os számú mellékút teszi lehetővé.

## Története
A vidék régészeti leletei főként a rézkorból és a római korból valók.Fodor Ferenc szerint 1067-ben, a Zászty Apátság alapítólevelében említik először.
Más források az 1399-es írásos említést emelik ki (Ladán), 1550-ben Jász Ladán, 1567-ben Jaz Ladán, 1828-ban Ladány néven szerepel a különféle okiratokban, 1910-ben pedig már mai nevén, Jászladányként említik. Nevének eredete ismeretlen, de egyesek a „láda" szóból származtatják. Fodor Ferenc azt feltételezi, hogy eredetileg besenyők lakták.
A török idők hányattatásai után újra benépesül a település, megalakult az egyházközség, 1736-ra felépül kőtemploma, önálló anyaegyházzá válik. 1745-ben Jászladány is a redemptus települések között szerepel, majd 1828-ban I. Ferenc király négy országos vásárt adományozott mezővárosi ranggal együtt Ladánynak, 1876-ban azonban a városi rangja megszűnik a településnek. A családok egy része kitelepült a város tulajdonában lévő kiskunsági Benepusztára, ahol 1907-ben önálló községet hoztak létre.
A Ladányt övező körgát 1856 márciusában alig 3 hét alatt készült el az itt élők kétkezi munkájával. Az országos vasúti hálózatba 1882-ben kapcsolódik be a település, s ezzel megszűnik korábbi elszigeteltsége.

## Közélete

### Polgármesterei
- 1990–1991: dr. Szántó László (FKgP–MDF)[4]
- 1991–1994: Sziráki Benedek (független)[5]
- 1994–1998: Sziráki Benedek (független)[6]
- 1998–2002: Dankó István (független)[7]
- 2002–2006: Dankó István (független)[8]
- 2006–2010: Dankó István (független)[9]
- 2010–2011: Drávucz Katalin (független)[10]
- 2011–2014: Drávucz Katalin (független)[11]
- 2014–2019: Drávucz Katalin (független)[12]
- 2019–2024: Bertalanné Drávucz Katalin (Fidesz–KDNP)[13]
- 2024– : Bertalanné Drávucz Katalin (Fidesz–KDNP)[1]

1991. szeptember 15-én időközi polgármester-választást tartottak a településen, mert Szántó László június 15-én lemondott tisztségéről. 2011. november 20-án az előző képviselő-testület önfeloszlatása miatt időközi polgármester-választást (és képviselő-testületi választást) rendeztek. A választáson a hivatalban lévő polgármester is elindult, és meg is erősítette pozícióját.

## Népesség
A település népességének változása:
| Lakosok száma | 5642 | 5604 | 5426 | 5360 | 5507 | 5423 | 5480 |
|               | 2013 | 2014 | 2018 | 2021 | 2022 | 2023 | 2024 |

2001-ben a település lakosságának 89%-a magyar, 11%-a cigány nemzetiségűnek vallotta magát.
A 2011-es népszámlálás során a lakosok 83,9%-a magyarnak, 12,3% cigánynak mondta magát (16% nem nyilatkozott; a kettős identitások miatt a végösszeg nagyobb lehet 100%-nál). A vallási megoszlás a következő volt: római katolikus 55,7%, református 1,8%, evangélikus 0,3%, felekezeten kívüli 13,6% (25,5% nem nyilatkozott).
2022-ben a lakosság 87,4%-a vallotta magát magyarnak, 11,4% cigánynak, 0,1-0,1% örménynek, ukránnak, szlováknak, horvátnak és németnek, 0,9% egyéb, nem hazai nemzetiségűnek (12,5% nem nyilatkozott; a kettős identitások miatt a végösszeg nagyobb lehet 100%-nál). Vallásuk szerint 36,3% volt római katolikus, 1,4% református, 0,3% görög katolikus, 0,2% evangélikus, 2,4% egyéb keresztény, 0,6% egyéb katolikus, 12,3% felekezeten kívüli (46,3% nem válaszolt).

## Nevezetességei

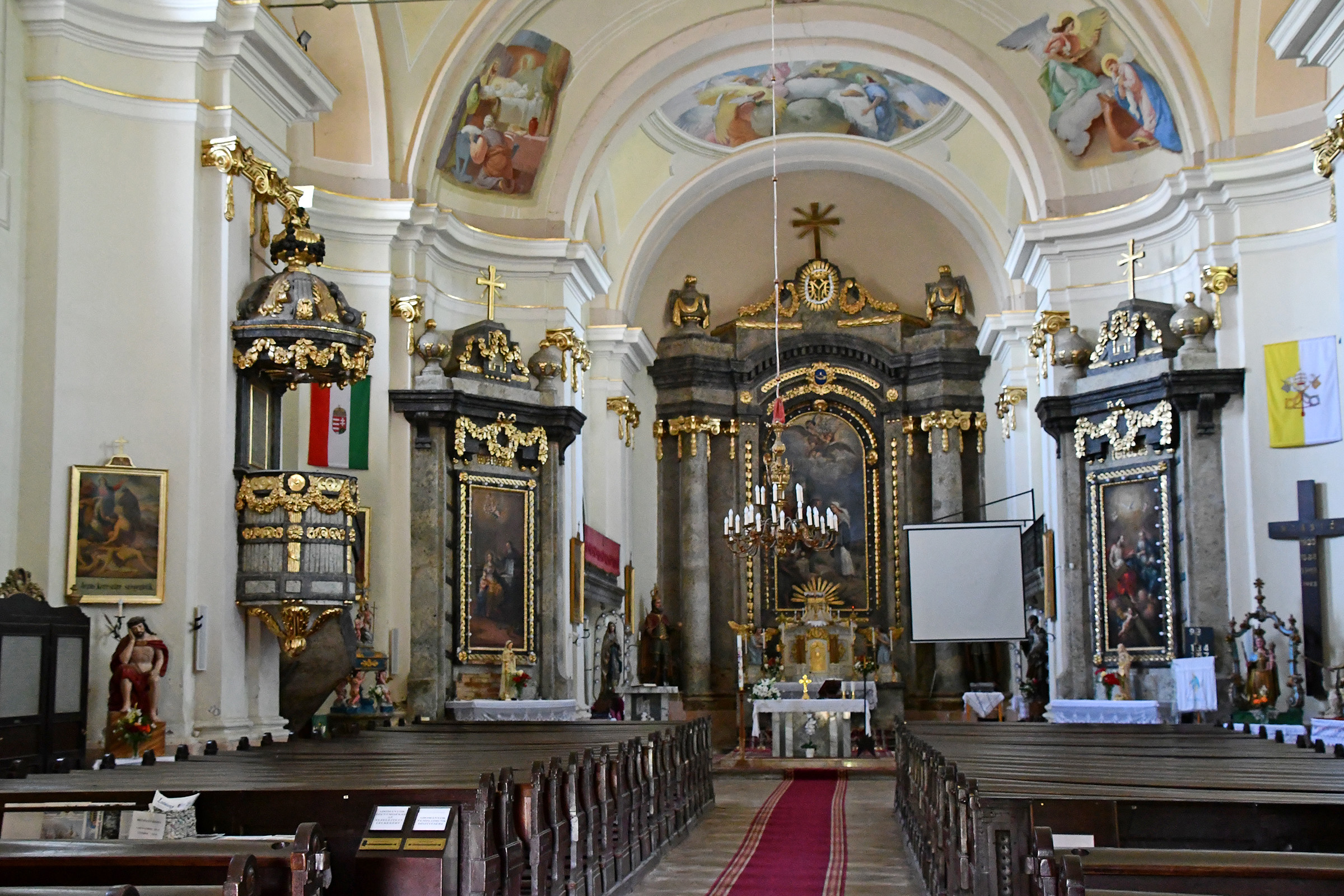
A római katolikus templom belső tere

- A község nevezetes a vöröshagyma és a lilahagyma termesztéséről.
- Római katolikus templomában (1757) Kracker János Lukács Szent Család képe látható.
- Római katolikus plébánia: 1840-ben épült, klasszicista stílusban.
- Nepomuki Szent János-szobor: 1808-ban állították.
- Kálvária: 1757-ben készült, barokk stílusban.
- Szentháromság-szobor: 1847-ben készült, klasszicista stílusban. Készíttetője Tolvay Jánosné Katona Teréz volt.
- Szent Flórián-szobor: 1893-ban készült.
- Lourdes-i kápolna: a 19. században épült.
- Szent István-szobor: 2001-ben készítette Paál Dezső.
- Második világháborús emlékmű: 1991-ben készült.

## Híres emberek
- Itt született 1826-ban Kozlay Jenő magyar honvéd tiszt és az amerikai polgárháború tiszteletbeli (Brevet) dandártábornoka.
- Itt született 1894-ben Lázár Imre magyar gazdálkodó, kisgazda politikus, országgyűlési képviselő.
- Itt született 1910-ben Glauber Andor orvos, ortopédsebész, egyetemi tanár, az orvostudományok kandidátusa (1959)
- Itt született 1934-ben Somfai László zenetörténész, a Magyar Tudományos Akadémia rendes tagja, a Bartók Archívum volt vezetője, a Bartók- és Haydn-kutatás nemzetközileg elismert egyénisége.

## Testvértelepülései
Jászladány két testvértelepülése:
- Csíkrákos, Románia (Székelyföld)
- Oromhegyes, Szerbia (Délvidék)

## Külső hivatkozások
- Jászladányi fényképalbum, 1912